# یوسف کانته
یوسف کانته (انگلیسی: Youssouf Kanté؛ زادهٔ ۱۳ اوت ۱۹۸۴) بازیکن فوتبال اهل فرانسه است.
از باشگاه‌هایی که در آن بازی کرده‌است می‌توان به باشگاه فوتبال ادو دن هاخ و باشگاه فوتبال آسترا جورجو اشاره کرد.